# Esporte Clube Água Santa
O Esporte Clube Água Santa é um clube de futebol paulista da cidade de Diadema, região metropolitana do estado de São Paulo. Foi fundado em 27 de outubro de 1981 e suas cores são o azul e o branco.
Fundado inicialmente como uma equipe amadora nos anos 80, o Água Santa se tornou uma das equipes de várzea mais vitoriosas da região do ABC, totalizando 17 conquistas ao todo, contando com as divisões principais, veteranos e categoria de base. No dia 8 dezembro de 2011, a equipe se profissionalizou e, em 2013, estreou em competições profissionais disputando a quarta divisão do Campeonato Paulista, conquistando o acesso e ficando com o vice-campeonato. Contando com esse acesso em seu ano de estreia como equipe profissional, a equipe conquistou três acessos consecutivos em seus primeiros anos de profissionalismo, chegando pela primeira vez à elite estadual em 2016. Em 2023, o Netuno foi vice-campeão do Paulistão.

## História
Fundado em 1981, no Jardim Eldorado, na Estrada da Água Santa, a equipe foi fundada por migrantes, especialmente nortistas, nordestinos e mineiros, que viam no clube a única possibilidade de lazer em Diadema. Aos poucos, o clube foi subindo no futebol amador regional, principalmente a partir da década de 2000, onde conquistou 6 títulos. Permaneceu disputando apenas competições amadoras até 2011, e em 2012 preferiu disputar campeonatos de base. Com as conquistas, a torcida foi crescendo, e hoje estima-se que gire em torno de 50 mil pessoas. O Água Santa possuí 2 torcidas organizadas: a Torcida Organizada Aquáticos e a Torcida Organizada Tubarão Azul.
Desde o começo de sua era profissional, o Água Santa manda seus jogos no Estádio Municipal José Batista Pereira Fernandes, mais conhecido como Arena Inamar. Com capacidade para 10 mil pessoas, porém liberado com a capacidade reduzida para até 8.075 pessoas, o estádio não dispõe de iluminação que possibilite jogos noturnos, com 4 torres de iluminação a serem instaladas em 2023. Seus principais rivais são o São Bernardo, o São Caetano e o Santo André. O mascote do clube é o Netuno, o deus romano dos mares.

### 2013–2015: Ascenção meteórica
Em sua primeira participação em um campeonato profissional, o Campeonato Paulista da Segunda Divisão de 2013, conquistou o acesso. Na 1ª fase, terminou como líder do Grupo 8, avançando à 2ª fase e caindo no Grupo 13, terminando também em 1º lugar no grupo. Na 3ª fase, mais uma vez o clube terminou líder, dessa vez no Grupo 16. Na 4ª fase, o Água Santa liderou seu grupo conquistando o acesso e uma vaga na final contra a Matonense, vencendo o primeiro jogo por 5–2, mas perdendo o segundo duelo por 4–0, ficando com o vice campeonato.
Em 2014, o Água Santa disputou a Série A3 e conquistou o acesso para a Série A2 após a vitória contra o São José por 1–0, em São José dos Campos. Na Série A2, o time de Diadema terminou na quarta posição, com a mesma pontuação que o quinto colocado Mirassol, mas com 8 gols a mais, conquistando assim, pela primeira vez na sua história o acesso para a elite do Campeonato Paulista, selando o terceiro acesso seguido do clube.

### 2016–2022: Campanhas irregulares
A primeira temporada do Água Santa não teve o mesmo sucesso das divisões inferiores. Em 25 de março de 2016, o clube demite o técnico Márcio Ribeiro, que estava no comando da equipe desde o início da fase profissional. Dois dias depois, na primeira partida sob o comando de Márcio Bittencourt, o Água Santa goleou o Palmeiras por 4–1, no estádio Prudentão, pela décima segunda rodada da competição. Os gols foram marcados por Gustavo Lazzaretti, Everaldo, Bruninho e Roger Carvalho (atleta do Palmeiras) marcando contra, e Robinho fez o único gol do Palmeiras. Duas rodadas depois, no dia 2 de abril, o time sofre a maior goleada de sua história. No Moisés Lucarelli, a Ponte Preta venceu por 7–2. O Netuno acabou sendo rebaixado para a Série A2 de 2017.
Para a temporada de 2017, o clube acertou a contratação do técnico Jorginho. No retorno ao segundo nível do futebol estadual, o Água Santa terminou a primeira fase como líder, mas foi eliminado nas semifinais pelo Bragantino nos pênaltis, após perder em Bragança Paulista por 1–0 e vencer no Inamar pelo mesmo placar. No segundo semestre, houve a disputa da Copa Paulista, e o Água Santa foi eliminado na segunda fase, e terminou com a 9ª posição na classificação geral.
Em 2018, Márcio Ribeiro retornou ao Água Santa, agora como diretor de futebol. Na Série A2, o clube brigou contra o rebaixamento até a última rodada. A temporada foi marcada por várias trocas de técnicos: Jorginho foi demitido após três derrotas nos quatro primeiros jogos; depois Toninho Cecílio, que caiu após uma uma sequência de sete partidas sem vitória. No final da competição, Márcio Ribeiro assumiu como treinador do time, salvando do rebaixamento na última rodada com um empate em 1–1 contra a Inter de Limeira. Mesmo assim, foi desligado do clube no dia 30 de abril.
Na Copa Paulista de 2018, sob o comando do treinador da base Antônio Carlos, o Água Santa termina na lanterna de seu grupo, não conseguindo vencer nenhum dos 12 jogos disputados.

#### Sobe e desce
Em 2019, o Água Santa mais uma vez lidera a primeira fase da Série A2. Nas quartas de final, derrotou o Taubaté ao vencer os dois jogos. O Netuno foi derrotado nas semifinais pelo Santo André, após perder o primeiro jogo fora de casa por 2–0 e ganhar o segundo, no Inamar, por 3–2. Entretanto, o clube foi beneficiado pela fusão do Bragantino com o Red Bull Brasil, que abriu uma terceira vaga na primeira divisão. Como foi o semifinalista de melhor campanha geral, o Água Santa retornou à elite após 4 temporadas. No segundo semestre, comandado por Fernando Marchiori, o time disputou a Copa Paulista. Assim como em 2017, foi eliminado na segunda fase.
Em 2020, retornando à elite do futebol paulista pela segunda vez, consegue mais uma vitória sobre um dos grandes do Estado, vencendo o Corinthians de virada por 2x1, jogando no Distrital do Inamar, com gols marcados por Luan Dias e Robinho pela equipe da casa, e Vagner Love pelo time visitante. Nesse certame, o clube de Diadema chegou a brigar pela classificação para as quartas de final até a última rodada, mas terminou rebaixado novamente. No ano seguinte, o Água Santa chega na final da Série A2. Apesar de perder o título para o rival São Bernardo, o Netuno conquista acesso pela terceira vez.
Na sua terceira participação na primeira divisão do Campeonato Paulista, o Água Santa novamente briga contra o rebaixamento, mas pela primeira vez consegue escapar do descenso, terminando dois pontos à frente da Ponte Preta, primeira equipe rebaixada.

### 2023: Vice-campeão paulista
Em 2023, o Água Santa chegou na final do Campeonato Paulista pela primeira vez em sua história, eliminando o São Paulo nas quartas de final nos pênaltis e o Red Bull Bragantino na semifinal, também nos pênaltis. Na final, a equipe vence o primeiro jogo contra o Palmeiras por 2x1, mas é goleada de 4x0 na partida de volta e termina com o vice-campeonato.
2024: Campeonato Paulista.
Ficou em terceiro no grupo B que tinha Palmeiras, Ponte Preta e Guarani como concorrentes, sendo eliminado 4V, 3E e 5D, 8GP e 11GC, saldo de -3. Ficando em nono lugar na classificação geral.
2024 Copa do Brasil.
Na primeira fase elimina o Jacuipense com dois gols de Luan, placar final 2 a 1. Cai na segunda fase frente ao Vasco da Gama nos penaltis, após uma batalha de 3 a 3 no tempo normal. Jogo disputado em São Januário, sendo os gols do Netuno marcados por Neilton, A.Robles e Luan.

## Torcida
Atualmente, o Esporte Clube Água Santa conta com uma massa de torcedores na própria região de Diadema, e também simpatizantes nas regiões do Grande ABC e demais regiões de São Paulo. Oriunda dos campeonatos de várzea, a torcida segue fiel mesmo após a profissionalização, tendo um maior público das regiões carentes e menos elitizadas.
O Netuno possui duas torcidas organizadas: a Torcida Aquáticos, a primeira e maior torcida do clube, que conta com cerca de 500 associados, e a Tubarão Azul.
Desde a profissionalização do clube, a média de público cresceu vertiginosamente. Em 2019, considerando todos os clubes participantes das séries A1, A2 e A3 do Campeonato Paulista, o Água Santa ficou em quinto lugar na média de público, atrás apenas do Corinthians, Palmeiras, São Paulo, e Santos.

## Títulos
| MUNICIPAIS | MUNICIPAIS                                            | MUNICIPAIS | MUNICIPAIS        |
|            | Competição                                            | Títulos    | Temporadas        |
| ---------- | ----------------------------------------------------- | ---------- | ----------------- |
|            | Campeonato Amador de Diadema                          | 3          | 2004, 2009 e 2010 |
|            | Campeonato Amador de Diadema – Segunda Divisão        | 1          | 2001              |
|            | Campeonato Amador de Diadema – Terceira Divisão       | 1          | 2000              |
|            | Divisão Especial da Liga de Futebol Amador de Diadema | 1          | 2011              |
|            | Copa Kaiser                                           | 1          | 2002              |
| TOTAL      |                                                       |            |                   |
|            | Competição                                            | Títulos    | Notas             |
|            | Títulos oficiais                                      | 7          | 7 Municipais      |

### Campanhas de destaque
| DESTAQUES                             | DESTAQUES                                                               |
| Competição                            | Resultados                                                              |
| ------------------------------------- | ----------------------------------------------------------------------- |
| Campeonato Paulista                   | Vice-campeão (2023)                                                     |
| Campeonato Paulista – Série A2        | Vice-campeão (2021 ) · 3º colocado (2017 e 2019 ) · 4º colocado (2015 ) |
| Campeonato Paulista – Série A3        | 3º colocado (2014 )                                                     |
| Campeonato Paulista – Segunda Divisão | Vice-campeão (2013 )                                                    |
| Primeira Divisão de Diadema           | Vice-campeão (2002, 2003, 2005 e 2006)                                  |
| Copa Uniligas do ABCD                 | Vice-campeão (2008)                                                     |

| Aumento | Promovido |

## Elenco atual
Em 13 de outubro de 2023, o elenco do time era composto por:

## Categorias de base

### Sub-20 (juniores)
|  | Participações em 2023 |

| Competição | Competição                       | Temporadas | Melhor campanha         | Anos                  | A | R |
| São Paulo  | Copa São Paulo de Futebol Júnior | 7          | Oitavas de final (2023) | 2016–2020 e 2022–2023 |   |   |

## Curiosidades
- O primeiro gol do time profissional foi de Lucas Limão numa cobrança de pênalti contra o E.C São Bernardo.[53]
- A maior goleada sofrida pelo clube foi numa derrota para a Ponte Preta pelo placar de 7–2, em jogo válido pelo Campeonato Paulista de 2016. Os gols foram marcados por Wellington Paulista (quatro vezes), Elton, Felipe Azevedo e Douglas Grolli para a Macaca, enquanto Tchô marcou os dois do Água Santa.[20]